# Pure Shores
Singles de All Saints
War of Nerves
(1998) Black Coffee
(2000)
Clip vidéo
[vidéo] « Pure Shores », sur YouTube
Pure Shores est une chanson interprétée par le girl group britanno-canadien All Saints, écrite et composée par Shaznay Lewis et William Orbit.
Sortie en single le 7 février 2000, elle est extraite de la bande originale du film La Plage (The Beach) réalisé par Danny Boyle, pour lequel elle a été écrite, et figure également sur le deuxième album du groupe, Saints & Sinners, publié en octobre 2000. La musique comporte un échantillon de Frozen de Madonna.
Elle connaît un succès international, se classant en tête des ventes dans plusieurs pays.

## Distinctions
En 2001, Pure Shores remporte un Ivor Novello Awards (Most performed work) et obtient deux nominations aux Brit Awards (Meilleur single britannique et Meilleure vidéo britannique),.

## Clip
Réalisé par Vaughan Arnell (en), le clip alterne de courts extraits du film La Plage et des prises de vues nocturnes et diurnes du groupe sur des rivages (à Holkham Beach et à Wells-next-the-Sea dans le comté de Norfolk en Angleterre),,.

## Classements hebdomadaires
| Classement (2000)                       | Meilleure position |
| --------------------------------------- | ------------------ |
| Allemagne (GfK Entertainment)           | 14                 |
| Australie (ARIA)                        | 4                  |
| Autriche (Ö3 Austria Top 40)            | 11                 |
| Belgique (Flandre Ultratop 50 Singles)  | 5                  |
| Belgique (Wallonie Ultratop 50 Singles) | 1                  |
| Canada (RPM Top Singles)                | 35                 |
| Écosse (OCC)                            | 1                  |
| Espagne (PROMUSICAE)                    | 12                 |
| Finlande (Suomen virallinen lista)      | 5                  |
| France (SNEP)                           | 6                  |
| Irlande (IRMA)                          | 1                  |
| Italie (FIMI)                           | 1                  |
| Norvège (VG-lista)                      | 5                  |
| Nouvelle-Zélande (RMNZ)                 | 2                  |
| Pays-Bas (Nederlandse Top 40)           | 9                  |
| Pays-Bas (Single Top 100)               | 10                 |
| Royaume-Uni (UK Singles Chart)          | 1                  |
| Suède (Sverigetopplistan)               | 10                 |
| Suisse (Schweizer Hitparade)            | 6                  |

## Certifications
| Pays                    | Certification | Unités certifiées |
| ----------------------- | ------------- | ----------------- |
| Australie (ARIA)        | Platine       | 70 000            |
| Belgique (BEA)          | Or            | 25 000            |
| France (SNEP)           | Or            | 250 000           |
| Nouvelle-Zélande (RMNZ) | Or            | 5 000             |
| Royaume-Uni (BPI)       | 2 × Platine   | 1 200 000         |
| Suède (GLF)             | Or            | 15 000            |